# Papilio walkeri
Papilio walkeri is een vlinder uit de familie van de pages (Papilionidae). De wetenschappelijke naam van de soort is voor het eerst geldig gepubliceerd in 1879 door Janson. Het taxon werd wel gezien als een aparte soort of als een vorm van Papilio polytes maar wordt nu wel beschouwd als een kruising van die laatste soort met een onbekende andere Papilio.